# Ромбарк
Ромбарк (пол. Rombark, нім. Romberg) — село в Польщі, у гміні Пельплін Тчевського повіту Поморського воєводства.
Населення — 110 осіб (2011).
У 1975-1998 роках село належало до Гданського воєводства.

## Демографія
Демографічна структура станом на 31 березня 2011 року:
|          | Загалом | Допрацездатний вік | Працездатний вік | Постпрацездатний вік |
| -------- | ------- | ------------------ | ---------------- | -------------------- |
| Чоловіки | 55      | 17                 | 36               | 2                    |
| Жінки    | 55      | 17                 | 30               | 8                    |
| Разом    | 110     | 34                 | 66               | 10                   |